# Pagano il Coppiere
Pagano il Coppiere (in francese Payen le Bouteiller; ... – 1148) fu un signore crociato nel Regno di Gerusalemme.
Attorno al 1120 appare per la prima volta come coppiere di Baldovino II. 
Nel 1134, re Folco confiscò al ribelle Romano di Le Puy la signoria di Oltregiordano e la assegnò a Pagano, che comunque rimase coppiere fino al 1136.
Pagano governò dal castello di Montreal ma, durante la sua signoria, iniziò la costruzione della grande fortezza di Kerak. 
Pagano morì senza eredi.